# Kubinka
Kubinka (russisk: Ку́бинка, tr. Kubinka) er en by med 21.017(2015) indbyggere beliggende ved Setunfloden, ca. 63 km vest for Moskva i Moskva oblast, Rusland.
Under Sovjettiden var byen sted for test af sovjetiske kampvogne; i dag findes Kubinkas Kampvognsmuseum i byen, med udstilling af bl.a. den tyske 185 tons tunge kæmpe-kampvogn Panzer VIII Maus.

## Galleri
- Massegrav for sovjetiske soldater i Kubinka
- Kubinkas Kampvognsmuseum